# Baseball-Weltmeisterschaft 2009
Die Baseball-Weltmeisterschaft 2009 war die 38. Auflage der Baseball-WM und fand vom 9. – 27. September 2009 in acht europäischen Ländern statt. Unter anderem war auch die Armin-Wolf-Arena in Regensburg Austragungsort. Am Turnier nahmen insgesamt 22 Mannschaften aus der ganzen Welt teil.
Weltmeister wurde zum zweiten Mal in Folge das Team der Vereinigten Staaten, welches sich im Finale mit 10:5 gegen Kuba durchsetzen konnte.
Phase 1 der Weltmeisterschaft fand vom 9. – 12. September 2009 statt und wurde in fünf Gruppen in fünf verschiedenen europäischen Städten ausgetragen. Im Einzelnen waren dies Barcelona (Spanien), Regensburg (Deutschland), Sundbyberg (Schweden), Prag (Tschechien) und Zagreb (Kroatien).
Phase 2 fand vom 13. – 20. September 2009 in den italienischen und san-marinesischen Städten Mailand, Turin, Rimini, Parma, Piacenza, Codogno, Bollate, Bologna, San Marino, Verona, Vicenza, Triest, Florenz, Macerata und Reggio nell’Emilia, sowie in den niederländischen Städten Haarlem, Rotterdam und Amsterdam statt.
Die Finalrunde fand vom 22. – 27. September 2009 in den italienischen Städten Grosseto, Nettuno, Anzio, Matino, Caserta, Messina, Palermo und Rom statt.

## Phase 1
Die Gruppenersten und -zweiten sowie die 4 besten Gruppendritten qualifizierten sich für die nächste Runde.

### Gruppe A
Die Spiele der Gruppe A wurden in Prag ausgetragen.
| Pl. |                   | S | N | Pzt.  |
| 1.  | Mexiko            | 3 | 0 | 1.000 |
| 2.  | Australien        | 2 | 1 | 0.667 |
| 3.  | Chinesisch Taipeh | 1 | 2 | 0.333 |
| 4.  | Tschechien        | 0 | 3 | 0.000 |

| Datum         | Zeit  | Begegnung         | Begegnung | Begegnung         | Ergebnis |
| ------------- | ----- | ----------------- | --------- | ----------------- | -------- |
| 9. September  | 16:30 | Tschechien        | -         | Australien        | 4:17     |
| 10. September | 16:30 | Chinesisch Taipeh | -         | Mexiko            | 0:8      |
| 11. September | 12:30 | Australien        | -         | Chinesisch Taipeh | 7:5      |
| 11. September | 16:30 | Mexiko            | -         | Tschechien        | 9:0      |
| 12. September | 12:30 | Australien        | -         | Mexiko            | 9:10     |
| 12. September | 16:30 | Tschechien        | -         | Chinesisch Taipeh | 1:10     |

### Gruppe B
Die Spiele der Gruppe B wurden in Barcelona ausgetragen.
| Pl. |             | S | N | Pzt.  |
| 1.  | Kuba        | 3 | 0 | 1.000 |
| 2.  | Puerto Rico | 2 | 1 | 0.667 |
| 3.  | Spanien     | 1 | 2 | 0.333 |
| 4.  | Südafrika   | 0 | 3 | 0.000 |

| Datum         | Zeit  | Begegnung   | Begegnung | Begegnung   | Ergebnis |
| ------------- | ----- | ----------- | --------- | ----------- | -------- |
| 9. September  | 19:00 | Spanien     | -         | Südafrika   | 15:0 (6) |
| 10. September | 19:00 | Puerto Rico | -         | Kuba        | 0:10 (7) |
| 11. September | 11:00 | Kuba        | -         | Südafrika   | 10:5     |
| 11. September | 18:00 | Spanien     | -         | Puerto Rico | 3:5      |
| 12. September | 11:00 | Kuba        | -         | Spanien     | 5:4      |
| 12. September | 17:00 | Südafrika   | -         | Puerto Rico | 0:12 (7) |

### Gruppe C
Die Spiele der Gruppe C wurden in Sundbyberg, einem Vorort von Stockholm, ausgetragen.
| Pl. |                          | S | N | Pzt.  |
| 1.  | Kanada                   | 3 | 0 | 1.000 |
| 2.  | Niederländische Antillen | 2 | 1 | 0.667 |
| 3.  | Südkorea                 | 1 | 2 | 0.333 |
| 4.  | Schweden                 | 0 | 3 | 0.000 |

| Datum         | Zeit  | Begegnung                | Begegnung | Begegnung                | Ergebnis |
| ------------- | ----- | ------------------------ | --------- | ------------------------ | -------- |
| 9. September  | 19:00 | Schweden                 | -         | Niederländische Antillen | 8:10     |
| 10. September | 19:00 | Kanada                   | -         | Südkorea                 | 9:1      |
| 11. September | 14:00 | Südkorea                 | -         | Schweden                 | 5:1      |
| 11. September | 19:00 | Niederländische Antillen | -         | Kanada                   | 0:15 (7) |
| 12. September | 12:00 | Südkorea                 | -         | Niederländische Antillen | 5:9      |
| 12. September | 17:00 | Schweden                 | -         | Kanada                   | 1:19 (5) |

### Gruppe D
Die Spiele der Gruppe D wurden in Zagreb ausgetragen. Ursprünglich war Moskau als Austragungsort und damit auch Russland als Teilnehmer anstatt Kroatien vorgesehen.
| Pl. |                | S | N | Pzt.  |
| 1.  | Nicaragua      | 3 | 0 | 1.000 |
| 2.  | Japan          | 2 | 1 | 0.667 |
| 3.  | Großbritannien | 1 | 2 | 0.333 |
| 4.  | Kroatien       | 0 | 3 | 0.000 |

| Datum         | Zeit  | Begegnung      | Begegnung | Begegnung      | Ergebnis |
| ------------- | ----- | -------------- | --------- | -------------- | -------- |
| 10. September | 10:30 | Großbritannien | -         | Japan          | 7:9      |
| 10. September | 16:30 | Kroatien       | -         | Nicaragua      | 1:10     |
| 11. September | 10:30 | Nicaragua      | -         | Großbritannien | 10:0 (7) |
| 11. September | 16:00 | Japan          | -         | Kroatien       | 13:3 (7) |
| 12. September | 10:00 | Japan          | -         | Nicaragua      | 4:8      |
| 12. September | 15:30 | Kroatien       | -         | Großbritannien | 1:4      |

### Gruppe E
Die Spiele der Gruppe E wurden in Regensburg ausgetragen.
| Pl. |                     | S | N | Pzt.  |
| 1.  | Venezuela           | 3 | 0 | 1.000 |
| 2.  | Vereinigte Staaten  | 2 | 1 | 0.667 |
| 3.  | Deutschland         | 1 | 2 | 0.333 |
| 4.  | Volksrepublik China | 0 | 3 | 0.000 |

| Datum         | Zeit  | Begegnung           | Begegnung | Begegnung           | Ergebnis  |
| ------------- | ----- | ------------------- | --------- | ------------------- | --------- |
| 9. September  | 19:00 | Deutschland         | -         | Volksrepublik China | 14:1 (7)  |
| 10. September | 19:00 | Vereinigte Staaten  | -         | Venezuela           | 9:13 (11) |
| 11. September | 14:00 | Venezuela           | -         | Volksrepublik China | 17:2 (5)  |
| 11. September | 19:00 | Vereinigte Staaten  | -         | Deutschland         | 9:1       |
| 12. September | 14:00 | Volksrepublik China | -         | Vereinigte Staaten  | 0:8       |
| 12. September | 19:00 | Deutschland         | -         | Venezuela           | 1:12 (8)  |

## Phase 2

### Gruppe F
Die Spiele wurden in Amsterdam, Haarlem und Rotterdam ausgetragen.
| Pl. |                | S | N | Pzt.  |
| 1.  | Niederlande    | 6 | 1 | 0.857 |
| 2.  | Puerto Rico    | 6 | 1 | 0.857 |
| 3.  | Kuba           | 6 | 1 | 0.857 |
| 4.  | Venezuela      | 3 | 4 | 0.429 |
| 5.  | Südkorea       | 3 | 4 | 0.429 |
| 6.  | Nicaragua      | 2 | 5 | 0.286 |
| 7.  | Spanien        | 2 | 5 | 0.286 |
| 8.  | Großbritannien | 0 | 7 | 0.000 |

| Datum         | Zeit  | Begegnung      | Begegnung | Begegnung      | Ergebnis |
| ------------- | ----- | -------------- | --------- | -------------- | -------- |
| 13. September | 15:00 | Niederlande    | -         | Südkorea       | 4:2      |
| 13. September | 20:00 | Kuba           | -         | Großbritannien | 6:0      |
| 13. September | 20:00 | Venezuela      | -         | Nicaragua      | 7:4      |
| 13. September | 20:00 | Puerto Rico    | -         | Spanien        | 12:2 (7) |
| 14. September | 13:00 | Südkorea       | -         | Großbritannien | 15:5 (8) |
| 14. September | 19:00 | Spanien        | -         | Venezuela      | 8:1      |
| 14. September | 19:00 | Nicaragua      | -         | Kuba           | 1:4      |
| 14. September | 19:00 | Niederlande    | -         | Puerto Rico    | 5:2      |
| 16. September | 13:00 | Puerto Rico    | -         | Südkorea       | 3:2      |
| 16. September | 19:00 | Großbritannien | -         | Nicaragua      | 1:4      |
| 16. September | 19:00 | Spanien        | -         | Niederlande    | 5:10     |
| 16. September | 19:00 | Kuba           | -         | Venezuela      | 10:0 (8) |
| 17. September | 13:00 | Puerto Rico    | -         | Großbritannien | 5:4      |
| 17. September | 19:00 | Niederlande    | -         | Venezuela      | 8:5      |
| 17. September | 19:00 | Spanien        | -         | Kuba           | 0:10     |
| 17. September | 19:00 | Nicaragua      | -         | Südkorea       | 2:7      |
| 18. September | 13:00 | Spanien        | -         | Nicaragua      | 5:9      |
| 18. September | 19:00 | Kuba           | -         | Puerto Rico    | 2:5      |
| 18. September | 19:00 | Venezuela      | -         | Südkorea       | 4:1      |
| 18. September | 19:00 | Großbritannien | -         | Niederlande    | 0:6      |
| 19. September | 13:00 | Großbritannien | -         | Spanien        | 3:10     |
| 19. September | 19:00 | Südkorea       | -         | Kuba           | 1:5      |
| 19. September | 19:00 | Venezuela      | -         | Puerto Rico    | 3:5      |
| 19. September | 19:00 | Nicaragua      | -         | Niederlande    | 4:8      |
| 20. September | 13:00 | Niederlande    | -         | Kuba           | 3:5      |
| 20. September | 13:00 | Venezuela      | -         | Großbritannien | 6:1      |
| 20. September | 13:00 | Südkorea       | -         | Spanien        | 2:1      |
| 20. September | 19:00 | Nicaragua      | -         | Puerto Rico    | 0:16 (7) |

### Gruppe G
Die Spiele wurden in 15 verschiedenen Städten Italiens und in San Marino ausgetragen.
| Pl. |                          | S | N | Pzt.  |
| 1.  | Vereinigte Staaten       | 7 | 0 | 1.000 |
| 2.  | Australien               | 5 | 2 | 0.714 |
| 3.  | Kanada                   | 5 | 2 | 0.714 |
| 4.  | Chinesisch Taipeh        | 5 | 2 | 0.714 |
| 5.  | Japan                    | 2 | 5 | 0.286 |
| 6.  | Italien                  | 2 | 5 | 0.286 |
| 7.  | Mexiko                   | 2 | 5 | 0.286 |
| 8.  | Niederländische Antillen | 0 | 7 | 0.000 |

| Datum           | Zeit  | Begegnung                | Begegnung | Begegnung                | Ergebnis |
| --------------- | ----- | ------------------------ | --------- | ------------------------ | -------- |
| 13. September   | 18:00 | Australien               | -         | Niederländische Antillen | 19:6 (7) |
| 13. September   | 20:00 | Italien                  | -         | Chinesisch Taipeh        | 2:5      |
| 13. September   | 20:00 | Japan                    | -         | Mexiko                   | 9:3      |
| 13. September   | 20:00 | Vereinigte Staaten       | -         | Kanada                   | 8:0      |
| 14. September   | 20:00 | Mexiko                   | -         | Italien                  | 6:3      |
| 14. September   | 20:00 | Kanada                   | -         | Australien               | 3:5 (10) |
| 14. September   | 20:00 | Niederländische Antillen | -         | Vereinigte Staaten       | 1:11 (7) |
| 15. September   | 20:00 | Chinesisch Taipeh        | -         | Australien               | 5:4 (10) |
| 15. September   | 20:00 | Vereinigte Staaten       | -         | Japan                    | 4:2      |
| 16. September 1 | 15:00 | Japan                    | -         | Chinesisch Taipeh        | 1:3 (10) |
| 16. September 2 | 19:00 | Mexiko                   | -         | Kanada                   | 2:4      |
| 17. September   | 20:00 | Chinesisch Taipeh        | -         | Vereinigte Staaten       | 3:14 (7) |
| 17. September   | 20:00 | Kanada                   | -         | Japan                    | 3:2 (11) |
| 17. September   | 20:00 | Australien               | -         | Italien                  | 5:4      |
| 17. September   | 20:00 | Mexiko                   | -         | Niederländische Antillen | 9:8      |
| 18. September   | 20:00 | Niederländische Antillen | -         | Kanada                   | 2:19 (6) |
| 18. September   | 20:00 | Italien                  | -         | Japan                    | 6:4      |
| 18. September   | 20:00 | Chinesisch Taipeh        | -         | Mexiko                   | 1:0 (10) |
| 19. September   | 15:00 | Japan                    | -         | Australien               | 0:5      |
| 19. September   | 20:00 | Niederländische Antillen | -         | Chinesisch Taipeh        | 3:12     |
| 19. September   | 20:00 | Kanada                   | -         | Italien                  | 16:7     |
| 19. September   | 20:00 | Mexiko                   | -         | Vereinigte Staaten       | 3:7      |
| 20. September   | 20:00 | Australien               | -         | Mexiko                   | 6:5      |
| 20. September   | 20:00 | Kanada                   | -         | Chinesisch Taipeh        | 5:3 (6)  |
| 20. September   | 20:00 | Japan                    | -         | Niederländische Antillen | 10:1     |
| 20. September   | 20:00 | Italien                  | -         | Vereinigte Staaten       | 3:12     |
| 21. September 3 | 17:00 | Italien                  | -         | Niederländische Antillen | 7:6      |
| 21. September 4 | 17:00 | Vereinigte Staaten       | -         | Australien               | 4:3      |

1 Das Spiel Japan - Chinese Taipei wurde wegen Regen vom 14. auf den 16. September verlegt.

2 Das Spiel Mexico - Kanada wurde wegen Regen vom 15. auf den 16. September verlegt.

3 Das Spiel Italien - Nied. Antillen wurde wegen Regen vom 15. auf den 16. September  und schließlich auf den 21. September verlegt.

4 Das Spiel USA - Australien wurde wegen Regen vom 18. auf den 21. September verlegt.

## Finalphase
Ab der Finalphase fanden alle Spiele in Italien statt.

### Halbfinalrunde
An der Finalphase nahmen die 4 besten Teams der Gruppen F und G teil, bildeten dort aber weiterhin die zwei Gruppen 1 (Teams aus Gr. F) und 2 (Teams aus Gr. G). Die Mannschaften spielten gegen die 4 Mannschaften der anderen Gruppe.

#### Gruppe 1
| Pl. |             | S | N | Pzt.  |
| 1.  | Kuba        | 5 | 2 | 0.714 |
| 2.  | Puerto Rico | 4 | 3 | 0.571 |
| 3.  | Niederlande | 3 | 4 | 0.429 |
| 4.  | Venezuela   | 2 | 5 | 0.286 |

#### Gruppe 2
| Pl. |                    | S | N | Pzt.  |
| 1.  | Vereinigte Staaten | 7 | 0 | 1.000 |
| 2.  | Kanada             | 4 | 3 | 0.571 |
| 3.  | Australien         | 2 | 5 | 0.286 |
| 4.  | Chinesisch Taipeh  | 1 | 6 | 0.143 |

#### Spiele
| Datum         | Zeit  | Begegnung          | Begegnung | Begegnung          | Ergebnis |
| ------------- | ----- | ------------------ | --------- | ------------------ | -------- |
| 22. September | 20:00 | Kuba               | -         | Australien         | 2:1      |
| 22. September | 20:00 | Puerto Rico        | -         | Kanada             | 0:3      |
| 22. September | 20:00 | Vereinigte Staaten | -         | Venezuela          | 6:3      |
| 22. September | 20:00 | Niederlande        | -         | Chinesisch Taipeh  | 11:2     |
| 23. September | 20:00 | Kanada             | -         | Venezuela          | 9:2      |
| 23. September | 20:00 | Australien         | -         | Niederlande        | 5:2      |
| 23. September | 20:00 | Puerto Rico        | -         | Vereinigte Staaten | 0:3      |
| 23. September | 21:15 | Chinesisch Taipeh  | -         | Kuba               | 0:8      |
| 24. September | 20:00 | Vereinigte Staaten | -         | Kuba               | 5:3      |
| 24. September | 20:00 | Chinesisch Taipeh  | -         | Puerto Rico        | 2:8      |
| 24. September | 20:00 | Kanada             | -         | Niederlande        | 11:5     |
| 24. September | 20:00 | Venezuela          | -         | Australien         | 9:4      |
| 25. September | 19:00 | Kuba               | -         | Kanada             | 5:1      |
| 25. September | 19:00 | Venezuela          | -         | Chinesisch Taipeh  | 6:4      |
| 25. September | 19:00 | Australien         | -         | Puerto Rico        | 2:4      |
| 25. September | 19:00 | Niederlande        | -         | Vereinigte Staaten | 2:8      |

### Finalrunde
Die jeweils gleichplatzierten Mannschaften der Halbfinalgruppen bestritten Platzierungs- bzw. das Finalspiel gegeneinander.

#### Spiel um Platz 7
| Datum         | Zeit  | Begegnung | Begegnung | Begegnung         | Ergebnis |
| ------------- | ----- | --------- | --------- | ----------------- | -------- |
| 26. September | 20:00 | Venezuela | -         | Chinesisch Taipeh | 6:3      |

#### Spiel um Platz 5
| Datum         | Zeit  | Begegnung   | Begegnung | Begegnung  | Ergebnis |
| ------------- | ----- | ----------- | --------- | ---------- | -------- |
| 26. September | 20:00 | Niederlande | -         | Australien | 1:4      |

#### Spiel um Platz 3
| Datum         | Zeit  | Begegnung   | Begegnung | Begegnung | Ergebnis |
| ------------- | ----- | ----------- | --------- | --------- | -------- |
| 26. September | 20:00 | Puerto Rico | -         | Kanada    | 2:6      |

#### Finale
| Datum         | Zeit  | Begegnung | Begegnung | Begegnung          | Ergebnis |
| ------------- | ----- | --------- | --------- | ------------------ | -------- |
| 27. September | 15:00 | Kuba      | -         | Vereinigte Staaten | 5:10     |